# Росснер, Майк
Майк Росснер — американский активист открытого доступа и сторонник реформы издательства академических журналов. Он был директором Rockefeller University Press с декабря 2006 по май 2013 года.

## Биография
Росснер получил образование в Эдинбургском университете. В 1997 году Росснер стал редактором «Журнала клеточной биологии». 1 декабря 2006 года он стал директором The Rockefeller University Press, временно продолжал исполнять обязанности редактора «Журнала клеточной биологии», пока ему не нашли замену.
В мае 2008 года Rockefeller University Press приняло новую политику в отношении авторских прав. В соответствии с ней авторы предоставляют изданию лицензии на публикацию своих статей, но сохраняют свои авторские права и могут делать с работой всё, что хотят. Использование третьими лицами подлежит пользовательской лицензии, которая аналогична лицензии Creative Commons, за исключением того, что запрещено создание полного «зеркального сайта» в течение первых шести месяцев после опубликования.
С 2013 по 2015 год Росснер работал в Glencoe Software, а в настоящее время он президент Image Data Integrity Inc. Росснер является одним из организаторов Access2Research.
В июле 2009 года Коалиция академических ресурсов и научных изданий наградила его премией новатора.
Он является сторонником политики открытого доступа. Он поддерживает обеспечение общественного доступа к материалам Национальных институтов здравоохранения США. Он резко выступил против завышения цен большими изданиями, которые в последнее время придерживаются практики группировки подписок.